# Gare de Saint-Chamas
Pour les articles homonymes, voir Saint-Chamas.
La gare de Saint-Chamas est une gare ferroviaire française de la ligne de Paris-Lyon à Marseille-Saint-Charles, située sur la commune de Saint-Chamas, dans le département des Bouches-du-Rhône, en région Provence-Alpes-Côte d'Azur.
C'est une halte ferroviaire de la Société nationale des chemins de fer français (SNCF) desservie par des trains express régionaux TER Provence-Alpes-Côte d'Azur circulant entre Miramas et Marseille-Saint-Charles.

## Situation ferroviaire
Établie à 36 m d'altitude, la gare de Saint-Chamas est située au point kilométrique (PK) 814,347 de la ligne de Paris-Lyon à Marseille-Saint-Charles, entre les gares de Miramas et de Berre.

## Historique
Le tronçon d'Avignon à Marseille est concédé le 24 juillet 1843 à Paulin Talabot, Joseph Ricard, Chaponnière et Étienne Émilien Rey de Foresta, suivant les clauses du cahier des charges du 31 mars 1843, modifié le 12 juin. La Compagnie du chemin de fer de Marseille à Avignon met la ligne en service par tronçons successifs entre 1847 et 1849.
La gare de Saint-Chamas est inaugurée le 18 octobre 1847, lorsque la Compagnie du chemin de fer de Marseille à Avignon inaugure les 67 km entre Rognonas et Saint-Chamas. La section suivante, longue de 30 km, entre Saint-Chamas et Pas-des-Lanciers est mise en service le 1er novembre 1847.
À partir d'avril 1857, la gare est exploitée par la Compagnie des chemins de fer de Paris à Lyon et à la Méditerranée (PLM), puis par la SNCF.

## Fréquentation
De 2015 à 2023, selon les estimations de la SNCF, la fréquentation annuelle de la gare s'élève aux nombres indiqués dans le tableau ci-dessous.
| Année     | 2015   | 2016   | 2017   | 2018   | 2019   | 2020   | 2021   | 2022   | 2023   |
| --------- | ------ | ------ | ------ | ------ | ------ | ------ | ------ | ------ | ------ |
| Voyageurs | 57 814 | 55 922 | 61 563 | 64 155 | 75 620 | 51 579 | 65 940 | 83 403 | 86 118 |

## Service des voyageurs

### Accueil
La halte est un point d'arrêt non géré (PANG) à entrée libre sans distributeur de titre de transport.

### Desserte
Saint-Chamas est desservie par les trains TER Provence-Alpes-Côte d'Azur de la ligne 07 Marseille – Miramas (via Rognac).